# ألان برنس
ألان برنس (بالإنجليزية: Alan Prince)‏ هو لغوي أمريكي، ولد في 20 يونيو 1946.